# كيرابان العنيد
كيرابان العنيد (بالفرنسية: Kéraban-le-Têtu)‏، (بالإنجليزية: Kéraban the Inflexible)‏ هي رواية من تأليف الروائي جول فيرن صدرت عام 1883.